# 阿尔巴雷勒孔塔勒
阿尔巴雷勒孔塔勒（法語：Albaret-le-Comtal，法語發音：[albaʁɛ lə kɔ̃tal]）是法国洛泽尔省的一个市镇，属于芒德区。

## 地理
阿尔巴雷勒孔塔勒（44°52'30"N, 3°7'38"E）面积29.56 平方千米，位于法国奧克西塔尼大區洛泽尔省，该省份为法国南部内陆省份，北起上盧瓦爾省和康塔爾省，西接阿韦龙省，南至加尔省，东临阿尔代什省。
与阿尔巴雷勒孔塔勒接壤的市镇（或旧市镇、城区）包括：弗里德丰、莫里讷、阿尔藏克达普谢、泰尔姆、莱蒙韦尔、瓦勒达尔科米。

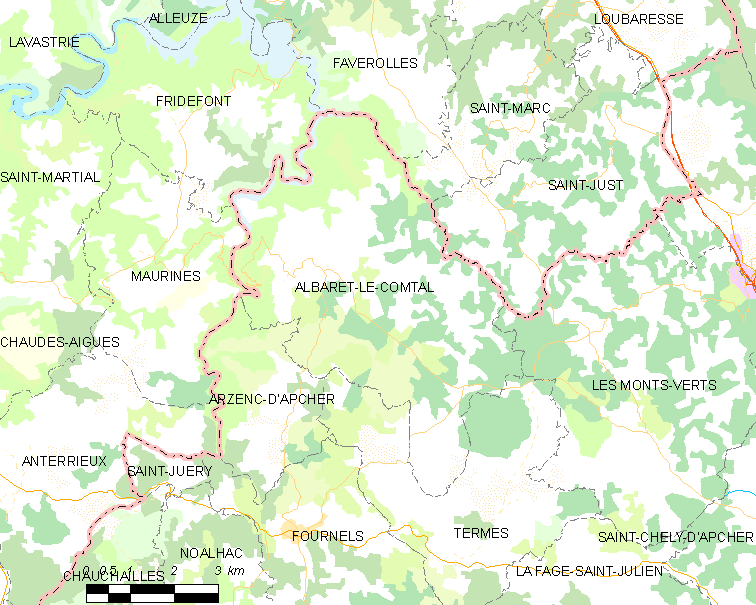
阿尔巴雷勒孔塔勒的OSM定位图

阿尔巴雷勒孔塔勒的时区为UTC+01:00、UTC+02:00（夏令时）。

## 行政
阿尔巴雷勒孔塔勒的邮政编码为48310，INSEE市镇编码为48001。

## 政治
阿尔巴雷勒孔塔勒所属的省级选区为欧布拉克地区佩尔县。

## 人口

1962-2008年间阿尔巴雷勒孔塔勒人口变化图示

阿尔巴雷勒孔塔勒于2022年1月1日时的人口数量为139人。